# Дмитровский сельсовет (Константиновский район)
Дмитровский сельсовет — упразднённая административно-территориальная единица, существовавшая на территории Московской губернии и Московской области до 1954 года.
Ченцовский сельсовет был образован в первые годы советской власти. По данным 1922 года он входил в состав Константиновской волости Сергиевского уезда Московской губернии.
В 1927 году Ченцовский с/с был переименован в Дмитровский сельсовет.
По данным 1926 года в состав сельсовета входили 3 населённых пункта — Ченцы, Агафоново, Алаево, Дмитровская, Зимняк и Кустово, а также 1 артель.
В 1929 году Дмитровский с/с был отнесён к Константиновскому району Кимрского округа Московской области.
17 июля 1939 года к Дмитровскому с/с был присоединён Махринский сельсовет (селения Махра, Афанасово, Козино и Селихово).
14 июня 1954 года Дмитровский с/с был упразднён. При этом его территория была объединена с Шеметовским с/с в новый Ченцовский с/с.